# Habitica
Habitica est un programme en ligne de renforcement des habitudes et de gestion du temps,,. À la différence de la plupart des programmes de gestion du temps, Habitica se joue comme un jeu de rôle. Il a été créé et est géré par OCDevel. Habitica est un projet open source,.

## Concept
Habitica a été conçu comme une application web d'amélioration individuelle. Il est conçu pour aider le joueur à rester motivé et à suivre l'évolution de sa motivation en ajoutant une mécanique de jeu et des règles de jeu sur les objectifs de la vie du joueur. Pour concevoir l'application, Renelle a été inspiré par les livres de développement personnel The Power of Habit et The Now Habit. La première version d'Habitica était un tableur Google Docs dont les cellules avaient un code couleur.
Le jeu transforme la vie du joueur en jeu de rôle dans lequel le joueur collecte des objets comme de l'or et des armures pour devenir plus puissant. Des récompenses sont obtenues en réalisant des objectifs dans la vraie vie, sous la forme d'Habitudes, de Quotidiennes  et de À Faire.

### Habitudes
Dans Habitica, les Habitudes sont des objectifs à long terme qui ont pour but de changer les habitudes d'une personne,,. Ces "Habitudes" peuvent être réglées sur "+" (positive) ou "-" (négative), ou les deux. Par exemple:
- l'habitude par défaut "1h de travail productif" est une habitude positive, si le joueur fait une heure de travail productif il va gagner de l'expérience et de l'or.
- l'habitude par défaut "Malbouffe" est une habitude négative: si le joueur mange mal il va perdre de la vie.
- l'habitude par défaut "Prendre les escaliers" est positive et négative, si le joueur prend les escaliers il gagnera de l'expérience et de l'or. S'il ne les prend pas, perdra de la vie.

Si le joueur coche souvent ses habitudes positives, elles deviendront vertes, signe que le joueur est sur la bonne voie en ce qui concerne ses habitudes. À l'opposé, si le joueur coche souvent de mauvaises habitudes, elles deviendront rouges, ce qui augmentera les dommages à sa vie. Quand le joueur a accumulé assez de points d'expérience, il gagne un niveau, ce qui restaure sa vie.

### Quotidiennes
Habitica utilise les Quotidiennes, ou tâches à effectuer tous les jours, pour effectuer un suivi des habitudes que le joueur veut compléter de manière consciente, planifiée et répétée,. Chaque Quotidiennes a une case à cocher: le joueur définit ses Quotidiennes à l'avance, et coche les tâches accomplies dans la journée. Les Quotidiennes cochées donnent au joueur de l'expérience et de l'or, alors que celles qui ne sont pas accomplies avant la fin de la journée font perdre de la vie au joueur.

### À Faire
Les tâches À Faire sont des tâches à accomplir une seule fois, elles peuvent être ajoutées ou supprimées comme le joueur le désire,,. Quand le joueur accomplit une tâche à faire il gagne de l'expérience. La tâche à faire disparaît, bien qu'elle soit encore répertoriée dans l'onglet des tâches à faire "Complétées". À l'inverse des Habitudes et des Quotidiennes, si une longue période de temps passe sans que le joueur ne coche la tâche A faire, il ne perdra pas de vie. Les tâches à faire prennent de la valeur avec le temps, donnant plus d’expérience et d'or quand elles sont complétées.

## Aspect jeu de rôle
Le côté jeu de rôle est très important pour Habitica. Un jeu de rôle est un jeu où un joueur prend le rôle d'une autre personne ou d'un personnage. Dans Habitica, le joueur prend le rôle d'un personnage qu'il a lui-même conçu. Le joueur peut monter en niveau et accéder à de nouvelles fonctionnalités. Cependant, en cas de mort, le joueur perd un niveau et plusieurs objets.

### Personnage
Le joueur peut personnaliser son personnage en utilisant diverses options de personnalisations comme les cheveux, la couleur de la peau, les habits. Le joueur peut acheter de l'équipement, comme une épée et une armure, quand ils sont portés, ils donnent des points d'attributs. Certains éléments artistiques proviennent de BrowserQuest.

### Niveaux
Selon la façon dont le joueur complète ses Habitudes, Quotidiennes et À Faire, soit il perd de la vie soit il gagne de l'expérience. Si le joueur obtient assez d'expérience il gagne un niveau, mais s'il perd toute sa vie, le personnage meurt et perd un niveau. Plus le niveau du joueur est haut, plus il a accès à de nouvelles fonctionnalités du jeu.

### Monnaie
Quand le joueur complète une Habitude, une Quotidienne ou un À Faire, il gagne de l'argent ou de l'or, selon la difficulté de la tâche. Pour l'équivalence, 100 argent est égal à 1 or.  L'or et l'argent peuvent être utilisés pour acheter des Récompenses (personnalisables),  comme de l'équipement qui aidera le personnage dans le jeu, ou des récompenses dans la vraie vie.

### Familiers et montures
Quand une tâche est cochée, le joueur peut quelquefois trouver un objet. Les objets qui peuvent être trouvés sont des œufs, des potions d'éclosion, des selles et de la nourriture. Le joueur peut combiner ces objets pour collectionner jusqu'à 90 familiers qui peuvent être affichés à côté de son avatar, et jusqu'à 90 montures que son personnage peut chevaucher.

### Groupements
Les joueurs peuvent se regrouper en équipe pour compléter des quêtes, le but étant de tuer des monstres avec comme arme l'achèvement de leurs tâches journalières.

## Application mobile
Il existe une application mobile officielle d'Habitica,,. Elle devait être développée si le projet Kickstarter réussissait à réunir 25 000 $. L'objectif a été dépassé, atteignant 41 191 $. En juin 2015, la nouvelle app iOS est sortie sous le nom de "Habitica", et il a été annoncé que l'application web serait renommée, en abandonnant le nom "HabitRPG". Il existe également une application pour les terminaux sous Android, disponible sur le Play Store.